# Jean Vanier
Jean Vanier (Ginebra, 10 de septiembre de 1928-París, 7 de mayo de 2019) fue un teólogo católico, filósofo y oficial de la marina canadiense.
Fue mundialmente reconocido por su labor junto a las personas con discapacidad mental. Fundó las comunidades de El Arca, que brindan hogares y talleres donde conviven personas con discapacidad mental y sin ella, en un ambiente familiar. A su vez, es el fundador de las comunidades de Fe y Luz, para familiares de personas con discapacidad.

## Biografía
Su padre, Georges P. Vanier, fue un famoso militar y diplomático canadiense, héroe condecorado en la Primera Guerra Mundial, que llegó a ser gobernador general de Canadá en 1959. Cuando nació Jean, su padre era el representante de Canadá en la Liga de las Naciones, en Ginebra.
Jean vivió su infancia entre Inglaterra, Canadá y Francia. A los trece años sintió la llamada de la carrera militar, e ingresó en el Colegio de la Marina Real de Darmouth, sirviendo como Oficial de la Marina Británica en la fragata de guerra Vanguard. Años más tarde, Jean recordará de manera especial lo que significó para él que su padre le permitiera enlistarse en la carrera militar con solo trece años: "Jean, yo confío en ti" le dijo su padre. Más tarde fue destinado en el portaaviones de la Marina Canadiense Magnificent. En total permaneció nueve años en la Marina de Guerra.
En 1950 abandonó voluntariamente su prometedora carrera militar, para dedicarse, durante diez años, al estudio de la filosofía y la teología. Ingresó en una Comunidad Cristiana de laicos, situada cerca de París y denominada El Agua Viva, dirigida por el sacerdote dominico Thomas Philippe. En esta comunidad las personas compartían su vida y su trabajo mientras estudiaban filosofía y teología. Jean permaneció seis años en El Agua Viva, de la que llegó a ser el director. En esta etapa de su vida alternó el estudio con otras experiencias, incluyendo estancias en La Trappe, en Bellefontaine, en Fátima y en una granja. En 1962 recibió el Doctorado en Filosofía por su Tesis titulada "La felicidad: principio y fin de la moral aristotélica"; poco después se trasladó como profesor al Colegio Saint Michael de la Universidad de Toronto, en Canadá.
En 1963 regresó a Francia para visitar de nuevo a su amigo y consejero espiritual, el padre Thomas Philippe, que en ese momento era capellán de una Residencia que acogía a unos 30 hombres con una deficiencia mental, llamada El Valle Florido. El contacto con estas personas le conmovió profundamente. Tras una trayectoria vital marcada en primer lugar por la autoridad y la eficacia, y posteriormente por la formación y el rigor intelectual, Jean descubrió a través de estas personas una nueva forma de vivir, basada esencialmente en la relación.

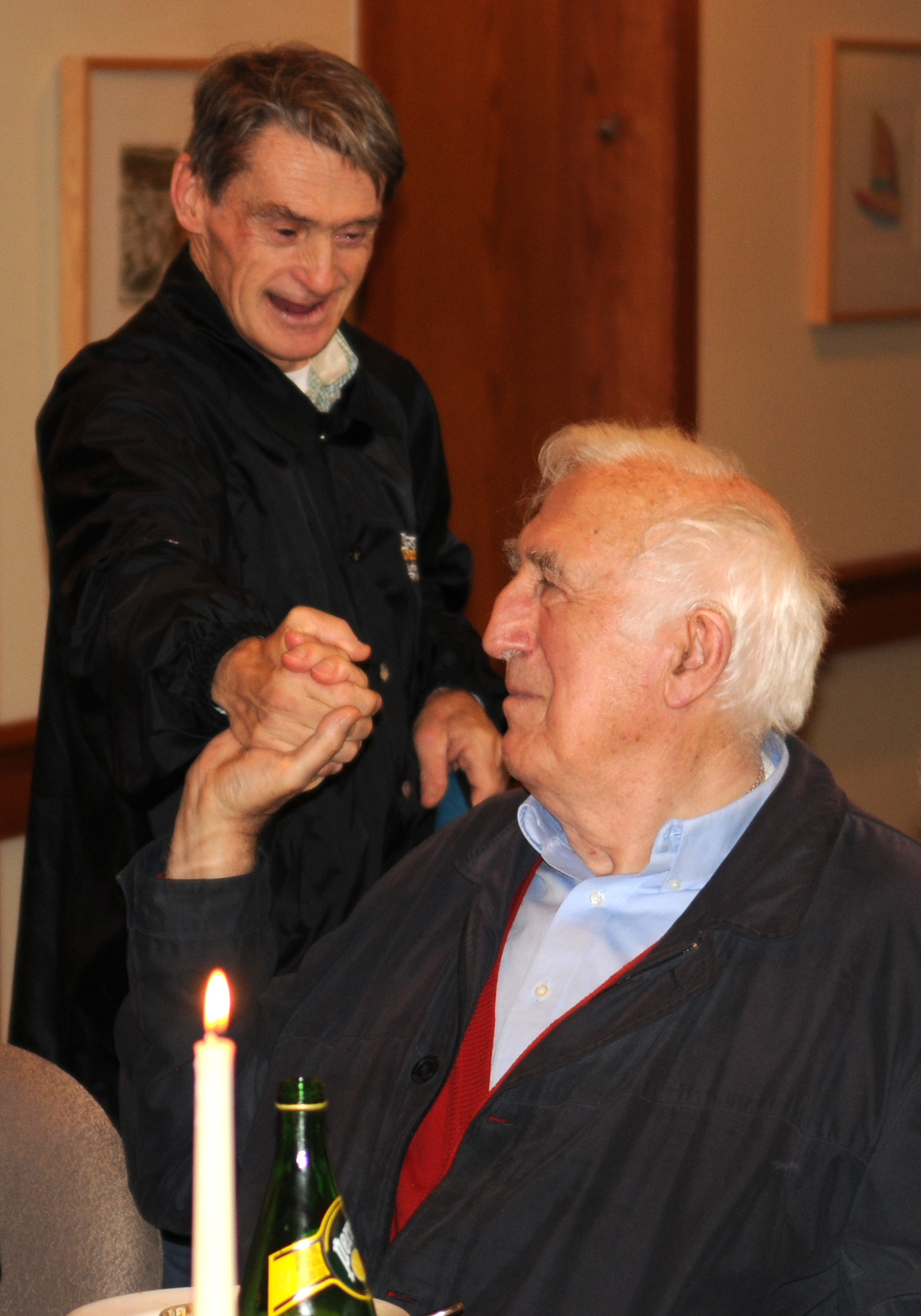
Jean Vanier, sentado, dando la mano a un miembro de El Arca, John Smeltzer.

### Federación Internacional de Comunidades de El Arca
Animado por el Padre Thomas Philippe, compró en 1964 una vieja casa en ruinas en Trosly-Breuil, un pequeño pueblo de Francia, no lejos de París. La casa fue inaugurada el 5 de agosto de 1964, y bautizada con el nombre de El Arca (en francés L’Arche), como signo de acogida y de la Alianza entre Dios y el hombre. A este hogar invitó a vivir con él a dos personas con una deficiencia mental, Raphaël Simi y Philippe Seux, provenientes de una Residencia. Con este gesto de acogida nacieron las comunidades de El Arca, movimiento que acoge a personas con una deficiencia mental sin hogar. Hoy en día existen más de 135 comunidades de El Arca en todo el mundo, incluyendo hogares en Australia, Bélgica, Burkina Faso, Canadá, Costa de Marfil, Dinamarca, España, Estados Unidos, Francia, Haití, Honduras, India, Irlanda, Italia, Reino Unido, Suiza, etc.
En 1971 hizo realidad una idea concebida junto a la francesa Marie-Hélène Matthieu, responsable de la OCH (Oficina Cristiana para las Personas con Deficiencia). Se trataba de celebrar una peregrinación de Pascua a la ciudad de Lourdes, donde los protagonistas fueran personas con una deficiencia mental venidas de todo el mundo, junto con sus familias y sus amigos. Como fruto de esta peregrinación nacieron las Comunidades Fe y luz, movimiento que hoy acoge a más de 1800 comunidades en todo el mundo.
En 1981, Jean Vanier decidió dejar en manos de otros su responsabilidad al frente de la Federación Internacional de Comunidades de El Arca. Durante los últimos años de su vida siguió viviendo en uno de los hogares de Trosly-Breuil, y dedicó gran parte de su tiempo a visitar las Comunidades de El Arca y Fe y Luz en todo el mundo, apoyando a sus miembros y celebrando conferencias y retiros.
El papa Juan Pablo II elogió el trabajo de Jean en la creación de El Arca, diciendo: "Durante los últimos treinta años El Arca se ha convertido en un signo dinámico y providencial de la civilización del amor".
Hay escuelas que llevan su nombre en Whitehorse, Yukon, Londres, Ontario, Scarborough, Ontario; Collingwood, Ontario, Hamilton, Ontario, Richmond Hill, Ontario, y Welland, Ontario.
El 22 de febrero de 2020 La Croix publicó el resultado de una investigación dirigida por la dirección de El Arca que arrojó algunas sombras sobre la figura de Jean Vanier. Concretamente, de abuso sexual sobre al menos seis personas adultas y sin ninguna discapacidad. Estos abusos también fueron cometidos por el padre espiritual de Jean Vanier, el padre Thomas Philippe. La misma federación El Arca, por él fundada, inició una investigación. Al concluir esta investigación y análisis histórico, las informaciones recogidas por El Arca permiten concluir que, en la década de los años 1950, Jean Vanier formó parte de un pequeño grupo clandestino que participaba en las prácticas sexuales pervertidas del padre Thomas Philippe, arraigadas en creencias supuestamente “místicas” o “espirituales”, que habían sido condenadas por la Iglesia católica. El grupo estaba compuesto por el padre Thomas Philippe, Jean Vanier, y algunas mujeres.

## Publicaciones
Escribió más de veinte libros sobre el hombre, la sociedad y la vida comunitaria, así como sobre aspectos fundamentales del Evangelio y de la vida de las personas con deficiencia mental. Entre sus obras más conocidas se encuentran Cada persona es una historia sagrada, La comunidad: lugar de perdón y de fiesta, Hombre y mujer los creó, Amar hasta el extremo, Acoger nuestra humanidad, entre otros.
Fue reconocido mundialmente como conferenciante, con una activa participación en el Consejo Pontificio para los Laicos, en numerosos sínodos, y en el Congreso Eucarístico del Año Jubilar del 2000. El 24 de octubre 2007, Jean habló en el Upper Canada College en Toronto.

## Premios
En reconocimiento a sus contribuciones a la humanidad, recibió numerosos premios. Entre otros, destacan:
- Premio de la Orden de Canadá,[8]

- nombrado oficial de la Legión de Honor, en Francia (2003)
- Premio Internacional Pablo VI[9] entregado en 1997 por Juan Pablo II en un acto en el que destacó la labor de Jean Vanier como “una semilla providencial para una verdadera civilización del amor, un signo de una familia realmente humana, una sociedad completamente civilizada y una iglesia auténticamente cristiana”.
- Galardón Internacional de la Paz de la Comunidad de Cristo[10]
- Premio Humanitario del Rabino Gunther Plaut
- Premio Gaudium et Spes de los Caballeros de Colón.[11]
- Premio Beacon[12] de becas por su compromiso permanente con el cuidado, el bienestar y la independencia de las personas con discapacidad en todo el mundo, en 2006.
- premio Templeton.[13] en 2015
- En 2010 el asteroide (8604) Vanier fue nombrado así en su honor.[14]